# 王心源
王心源（1842年—1921年4月2日），名作桢，山東諸城人，中國諸城派古琴演奏家，是王既甫第三子。與王心葵、王冷泉合称“诸城琅琊三王”。
王心源自小隨父學琴，起先與王冷泉並稱“瑯琊二王”。王心源亦擅斲琴，嘗斲琴二十餘床。同時也在諸城創立“東武學堂”專門教授古琴，弟子眾多，其中包括後來出名的王心葵。民國元年諸城獨立後，他一度擔任县参议、军政府谍报等職務，因為參與诸城独立，兩次被捕入獄。1921年4月2日逝世後乡谥为“贞议先生”。